# 태창그룹
태창그룹은 대한민국의 재벌로 (주)태창을 지주회사로 하는 기업집단이다.

## 연혁
실질적인 창업은 1957년 5월 전북 익산시 인화동에 소규모 내의공장을 차리면서 비롯됐다. 당시 창업주 故 이삼노(李三老) 전 회장이 편직기 5대를 갖춰 태창메리야스공업사라는 가내 수공업에 착수하면서 시작되었다. 그러나 70년대 들어 오일쇼크 등으로 수출길이 막히면서 기업의 존립기반이 흔들리기 시작했다. 이때 이기전(李基田) 회장이 쌍방울에 재직하다가 1973년 2월 14일 오일쇼크 파동에서 태창의 경영이 흔들리자 뛰어들어 위기극복을 위해 태창메리야스공업사와 금성메리야스공업사를 합병해 태창섬유(泰昌纖維) 주식회사로 법인설립하여 제2의 창업을 하면서 시작되었다. 1973년 11월 6일 서울무역사무소 개설하고, 1977년 9월 28일 서울영업소와 부산영업소를 개설하였다. 1981년 1월 28일 대통령 감사장 수상(근로청소년 지원)하였고, 1984년 5월 28일 서울사무소(왕십리 소재)를 설치하였으며, 이해 10월 19일 대통령새마을훈장 근면장 수상하였다. 1986년 11월 1일 아동복 사업부를 설치하고, 1987년 1월 1일 주식회사 태창으로 상호 변경하였다. 1987년 6월 28일 서울 사무소(대방동 소재)를 설치하고, 1987년 12월 15일 미국 캘빈클라인과 기술도입 계약과 1989년 4월 1일 캘빈클라인 사업부를 설치하였다. 1990년 1월 16일 기업공개로 주식상장(총 자본금 60억원)하였다.

## 태창(泰昌)그룹 계열사
- (주) 유전(有田), 1977년 11월 25일 설립.
- (주) 보전(普田), 1979년 6월 30일 설립.
- (주) 태창 관동, 1981년 11월 21일 설립.
- (주) 옥전 실업, 1983년 2월 28일 설립.
- (주) 임전(任田), 1983년 9월 19일 설립.
- (주) 태전(泰田), 1984년 8월 11일 설립.
- (주) 충전(忠田), 1987년 10월 2일 설립.
- (주) 신전(新田), 1987년 12월 15일 설립.
- (주) 익전(益田), 1987년 12월 15일 설립.

## 같이 보기
- (주)태창, 태창그룹 지주회사
- 이기전, 前 태창그룹 회장(창업주)